# Przywilej targowy

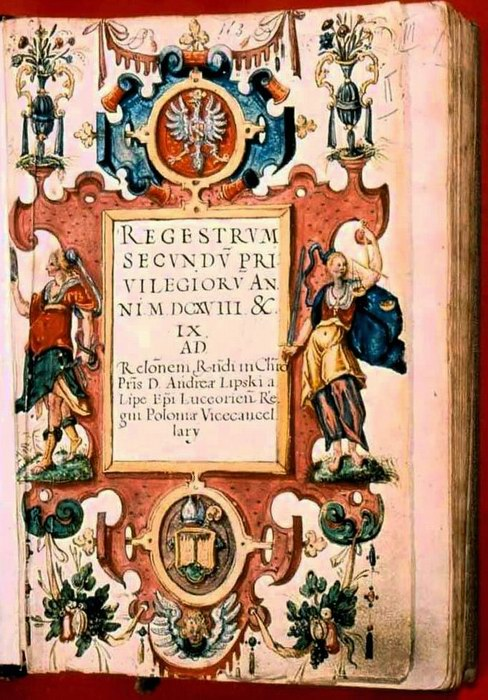
Karta tytułowa Liber Inscriptionum Metryki Koronnej (w Polsce jest to jedno ze źródeł wiedzy o nadanych przywilejach)

Przywilej targowy (łac. ius fori, niem. Marktrecht, prawo targowe) również (przywilej przymusu targowego) oraz przywileje jarmarczne – w systemie prawnym średniowiecznej Europy Zachodniej prawo królewskie, jasno sprecyzowane pozwolenie (przywilej) dotyczące organizacji i obrotu handlowego w miejscach do tego wyznaczonych w formie targów i jarmarków. Przywilej określał liczbę dni targowych oraz wyznaczał miejsca do prowadzenia handlu. Źródła przywilejów targowych wynikały m.in. (jak w Polsce) z przyjętego prawa magdeburskiego w części dotyczącej zakładania miast i wsi.
Przywileje targowe, a następnie cechowe nadawane miastom i miasteczkom dawały możliwości rozwoju takich miejscowości oraz przynosiły zyski zarówno jej mieszkańcom, jak i dochody władzom miejskim pobierającym opłaty targowe.

## Historia
Od XII wieku przywilej targowy przyznawały głowa panująca lub władze kościelne. Początkowo handel koncentrował się wokół dużego placu targowego zwanego później rynkiem. Miejsce to posiadało immunitet sądowy i zarządzane było przez wyznaczonego sędziego targowego. Prawo do przebywania na terenie targu miał każdy wolny człowiek. Targ we wczesnym średniowieczu był również miejscem azylu. Dla podniesienia atrakcyjności zakładanych targów władze królewskie nadawały im różnego rodzaju przywileje i zwolnienia tak ekonomiczne, jak i sądowe. Liczbę dni targowych oraz jarmarcznych regulował właściwy przywilej królewski.
W przypadku targów działalność handlową można było prowadzić z reguły dwa razy w tygodniu. Pierwotne przywileje targowe wyznaczały dzień targowy na każdą środę tygodnia, jednakże potwierdzenia tych przywilejów przez kolejnych panujących mogły ten ustalony w prawie obyczaj zamienić na inny dzień.
W Polsce zwyczaj odbywania targów upowszechnił się w poniedziałki, środy i piątki.
Czas i okres organizowania jarmarków regulowały osobne prawa. Jarmarki odbywały się na ogół od 3 do 4 razy w roku i trwały od 2 dni do dwóch tygodni.
Wraz z uzyskaniem przywileju targowego miasto (miasto targowe) otrzymywało również prawo składu, a kupcy którzy przejeżdżali przez nie, nie mogli handlować poza jego obrębem. Przywilej ten nakładał również na kupców obowiązek m.in. przymusu pozostawania w mieście aż do wyprzedania całego towaru. Prawo targu dotyczyło też przywileju na sochaczki.
Uzyskanie przywileju targowego umożliwiło w przeszłości przekształcenie się z osady targowej (łac. foralalia, loca forensia, ville forenses, civitas forenses) w miasteczko (łac. oppidulum, oppidum), a następnie miasto (łac. civitas). Przywilej ten był zwyczajowo potwierdzany przy zmianie panującego.

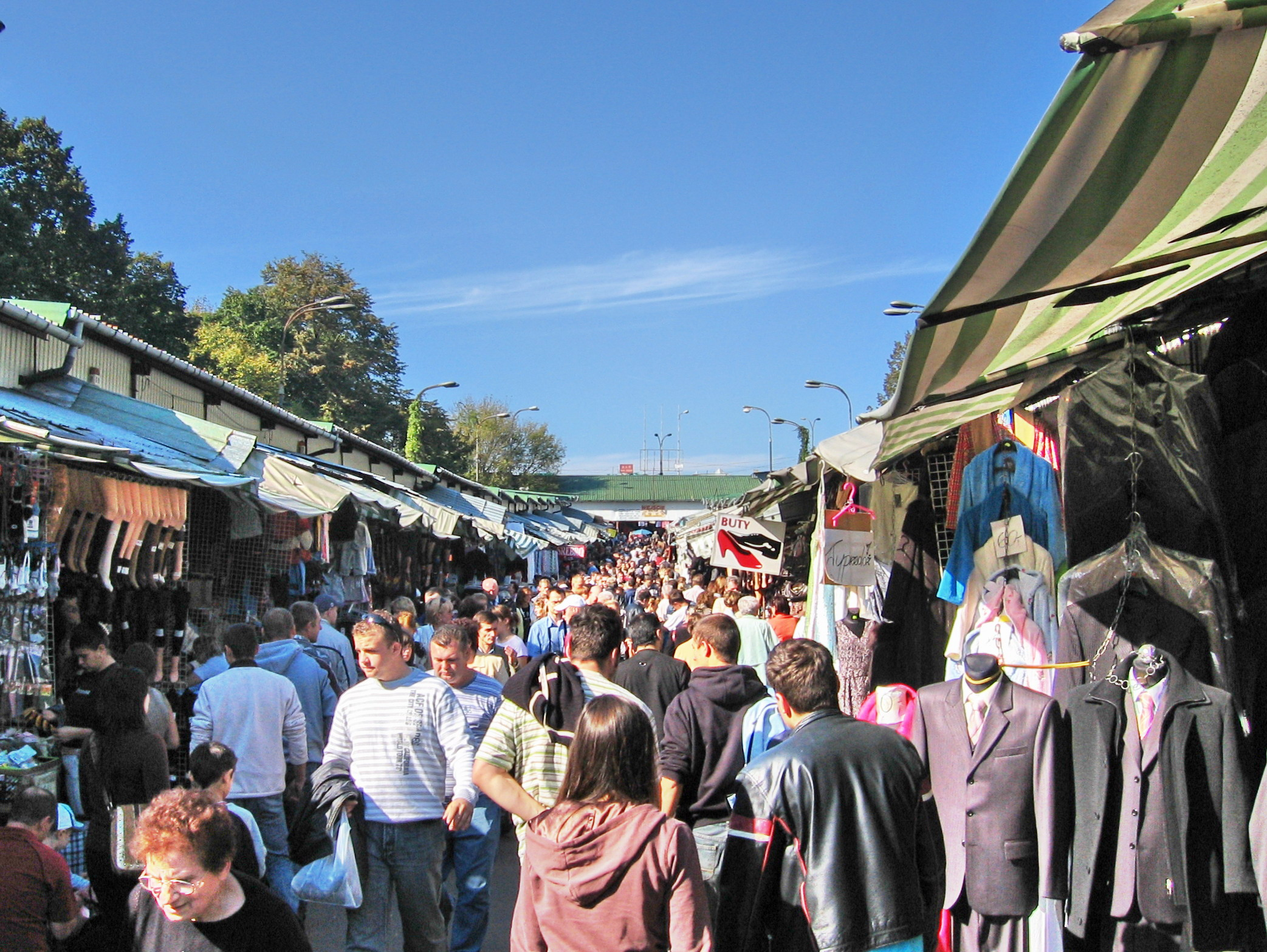
Warszawa – ostatni dzień handlu na Jarmarku Europy